# Parafia św. Małgorzaty i św. Augustyna w Witowie
Parafia Świętej Małgorzaty i Świętego Augustyna w Witowie – parafia rzymskokatolicka znajdująca się w archidiecezji łódzkiej, w dekanacie piotrkowskim. Została erygowana w 1825.
Według stanu na miesiąc luty 2017 liczba wiernych w parafii wynosiła 3000 osób.
Na cmentarzu w Witowie pochowany jest ks. Roch Łaski (1902–1949), kapłan diecezji łódzkiej, kapelan Wojska Polskiego, więzień KL Dachau, proboszcz tutejszej parafii w latach 1946–1949, po aresztowaniu i pobiciu przez funkcjonariuszy Urzędu Bezpieczeństwa zmarł 13 maja 1949 r. Tablica upamiętniającą jego osobę została odsłonięta 9 maja 1999 r. w kościele parafialnym.